# 워닝 트랙

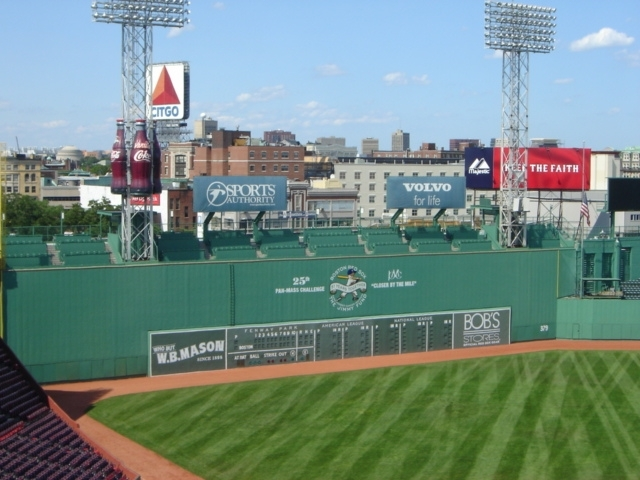
외야 잔디와 펜웨이 파크의 좌익수 펜스인 그린 몬스터 사이에서 오렌지색 점토로 된 워닝 트랙을 확인할 수 있다.

워닝 트랙(warning track)은 야구 필드에서 벽이나 펜스와 가장 가까운 부분으로, 경기장과는 다른 재질로 만들어져 있다. 워닝 트랙의 일반적인 재질로는 흙이나 고무가 사용되며, 항상 경기장과는 다른 재질이어야 한다.:18 지형의 변화는 깊숙한 포구를 시도하는 수비수들에게 "경고"를 주는 역할을 한다. 수비수가 플라이 볼을 주시하면서 동시에 벽과의 상대적 위치를 파악하기 어렵기 때문이다. 워닝 트랙은 야구장의 외야 펜스와 평행하게 설치된다.:18 또한 이 구역은 잔디 구장에서 차량이 통행할 수 있게 하여 경기장을 보존하는 역할도 한다.
워닝 트랙이 있음에도 불구하고, 외야수들이 포구를 위해 벽에 부딪히는 경우가 흔히 발생한다. 이는 결과에 상관없이 플레이를 완수하려는 욕구 때문이거나, 플라이 볼을 주시하느라 경고를 제때 인지하지 못하거나, 워닝 트랙에서 몇 걸음을 더 갈 수 있을지 판단하지 못하기 때문이다.
"트랙"이라는 용어는 옛 양키 스타디움에서 유래했는데, 그곳에는 육상 경기를 위한 실제 러닝 트랙이 설치되어 있었다. 1949년 메이저 리그 야구는 공식적으로 워닝 트랙을 의무화했다. 그러나 여전히 트로피카나 필드와 같이 갈색 인조 잔디를 사용하는 등 적절한 워닝 트랙이 없는 프로 구장들도 있다.
워닝 트랙의 폭은 규정과 경기 수준에 따라 다를 수 있다.:18 일반적으로 수비수들에게 외야 펜스 전 3보의 여유를 주도록 설계된다. 메이저 리그 구장의 워닝 트랙은 대략 16 피트(5m) 폭이며, 올림픽 경기장은 약 20 피트(6m), 소프트볼 구장은 흔히 10 피트(3m) 폭이다.:18, 21 메이저 리그 야구가 워닝 트랙을 처음 도입했을 때는 10피트(3m) 폭이었다.